# Regeringen Iveta Radičová
Regeringen Iveta Radičová var regeringen i Slovakiet fra 8. juli 2010 til 4. april 2012. Den blev ledet af premierministeren Iveta Radičová som var den første kvindelige premierminister i Slovakiet. Regeringen var en koalition af de fire partier Slovakisk Demokratiske og Kristne Union - Demokratisk Parti (SDKÚ-DS), Kristendemokratisk Bevægelse (KDH), Frihed og Solidaritet (SaS) og Most-Híd.
Regeringskoalitionen blev dannet efter parlamentsvalget 12. juni 2010 af de borgerlige partier SDKÚ-DS, Sas, KDH og Most–Híd. Selvom det tidligere regerende socialdemokratiske parti Smer – Sociálna demokracia (Smer-SD) gik frem ved valget og blev det største parti, var det ikke i stand til at danne en koalition på grund af betydelige tilbagegange for dets mindre nationalistiske koalitionspartnere, SNS og HZDS, og måtte gå i opposition.
Den nye regering fik det slovakiske parlaments tillid 10. august 2010 med alle 79 stemmer fra regeringskoalitionen (ud af i alt 145 afgivne). Uenighed i koalitionen om den europæiske EFSF-"redningspakke" førte til en mistillidserklæring til Radičová i Nationalrådet 11. oktober 2011 og regeringens fald. Det betød, at Iveta Radičovás regering kun var et midlertidigt forretningsministerium derefter indtil den gik af 4. april 2012.

## Regeringens ministre
| Ministerium                                            | Minister                    | Politisk parti | Politisk parti               | Embedspriode                      |
| ------------------------------------------------------ | --------------------------- | -------------- | ---------------------------- | --------------------------------- |
| Premierminister                                        | Iveta Radičová              |                | SDKÚ-DS                      | 8. juli 2010 – 4. april 2012      |
| Minister for transport, byggeri og regional udvikling  | Ján Figeľ                   |                | Kristendemokratisk Bevægelse | 8. juli 2010 – 4. april 2012      |
| Arbejds-, social- og familieminister                   | Jozef Mihál                 |                | Frihed og solidaritet        | 8. juli 2010 – 4. april 2012      |
| Finansminister                                         | Ivan Mikloš                 |                | SDKÚ-DS                      | 8. juli 2010 – 4. april 2012      |
| Økonomiminister                                        | Juraj Miškov                |                | Frihed og solidaritet        | 8. juli 2010 – 4. april 2012      |
| Minister for landbrug og udvikling af landdistrikter   | Zsolt Simon                 |                | Most–Híd                     | 8. juli 2010 – 4. april 2012      |
| Indenrigsminister                                      | Daniel Lipšic               |                | Kristendemokratisk Bevægelse | 8. juli 2010 – 4. april 2012      |
| Forsvarsminister                                       | Ľubomír Galko               |                | Frihed og solidaritet        | 8. juli 2010 – 23. november 2011  |
| Forsvarsminister                                       | Iveta Radičová (fungerende) |                | SDKÚ-DS                      | 28. november 2011 – 4. april 2012 |
| Justitsminister                                        | Lucia Žitňanská             |                | SDKÚ-DS                      | 8. juli 2010 – 4. april 2012      |
| Udenrigsminister                                       | Mikuláš Dzurinda            |                | SDKÚ-DS                      | 8. juli 2010 – 4. april 2012      |
| Minister for uddannelse, videnskab, forskning og sport | Eugen Jurzyca               |                | SDKÚ-DS                      | 8. juli 2010 – 4. april 2012      |
| Kulturminister                                         | Daniel Krajcer              |                | Frihed og solidaritet        | 8. juli 2010 – 4. april 2012      |
| Sundhedsminister                                       | Ivan Uhliarik               |                | Kristendemokratisk Bevægelse | 8. juli 2010 – 4. april 2012      |
| Miljøminister                                          | József Nagy                 |                | Most–Híd                     | 2. november 2010 – 4. april 2012  |

Kilde: Regeringen

### Vicepremierministre
| Minister     | Politisk parti | Politisk parti               | Embedsperiode                | Noter                                                    |
| ------------ | -------------- | ---------------------------- | ---------------------------- | -------------------------------------------------------- |
| Ján Figeľ    |                | Kristendemokratisk Bevægelse | 8. juli 2010 – 4. april 2012 | 1. vicepremierminister                                   |
| Rudolf Chmel |                | Most–Híd                     | 8. juli 2010 – 4. april 2012 | Vicepremierminister for menneskerettigheder og mindretal |
| Jozef Mihál  |                | Frihed og solidaritet        | 8. juli 2010 – 4. april 2012 |                                                          |
| Ivan Mikloš  |                | SDKÚ-DS                      | 8. juli 2010 – 4. april 2012 |                                                          |